# رفعت آبازی
رفعت آبازی (مقدونی: Рефет Абази ; زاده ۱۷ ژانویه ۱۹۶۴ در تتوو) بازیگر مقدونی و معلم دانشگاه با ریشه آلبانیایی است.

## زندگی
در سال ۱۹۸۹، ابازی در دانشکده هنرهای نمایشی (مقدونی: Факултет за драмски уметности) از دانشگاه اسکوپیه جایی که از سال ۱۹۹۹ به زبان آلبانیایی سخنرانی می‌کند فارغ‌التحصیلی شد و سپس به عنوان بازیگر در تئاتر و همچنین در فیلم‌های تلویزیونی و سینمایی فعالیت داشته‌است.

## فیلم‌شناسی (انتخابی)
- اودمزدا (مقدونی: Одмазда)، ۲۰۰۱
- بخشش خون، ۲۰۱۱
- شب عسل، ۲۰۱۵